# Wyrzysk Osiek

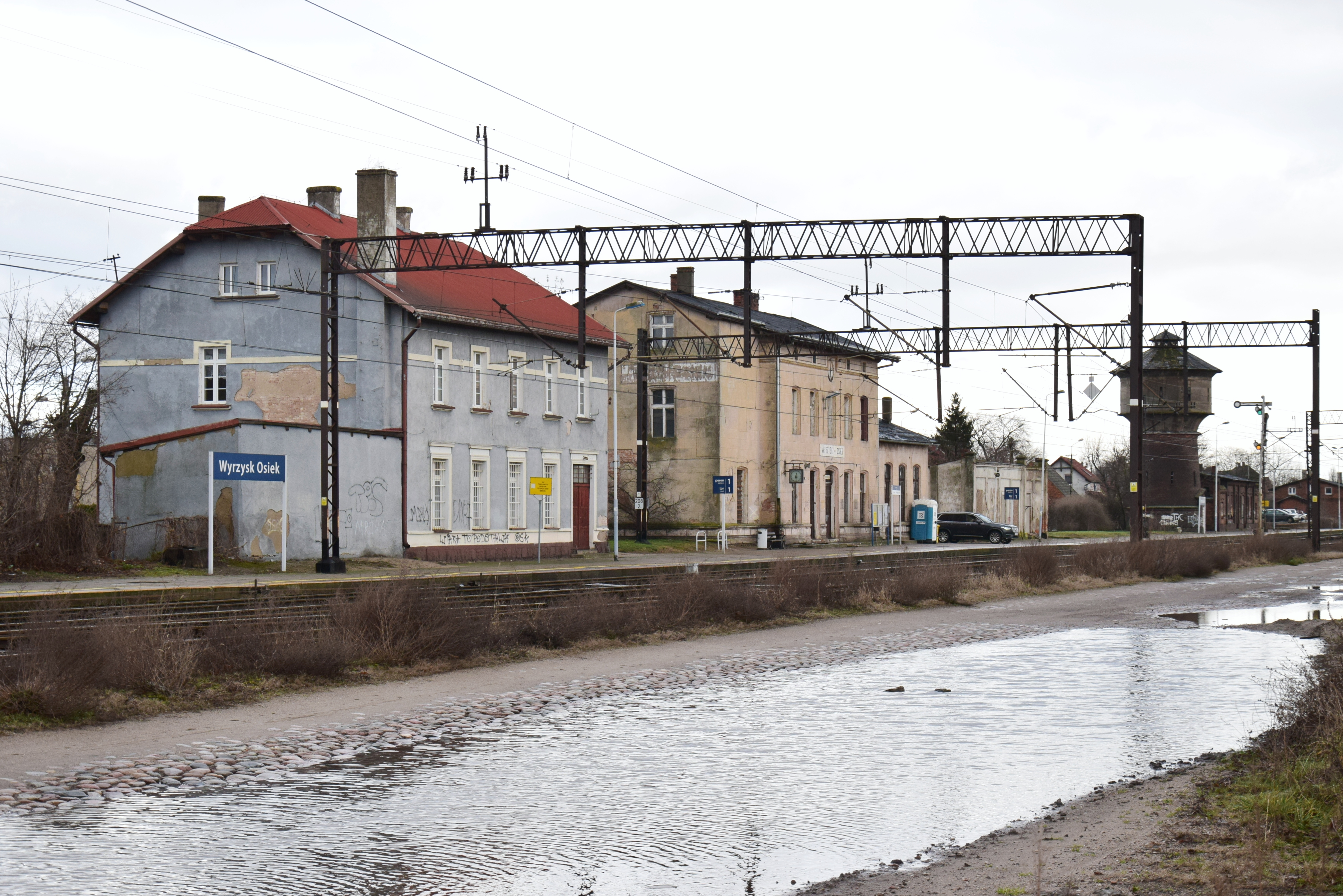
Widok na budynek dworcowy od strony peronów.

Wyrzysk Osiek – stacja kolejowa w Osieku nad Notecią, w województwie wielkopolskim, w Polsce. Według klasyfikacji PKP ma kategorię dworca lokalnego. Na stacji zatrzymują się pociągi osobowe REGIO spółki Polregio, Koleje Wielkopolskie oraz pociągi pospieszne spółki PKP Intercity. Kasa biletowa została zamknięta w kwietniu 2015 roku.

## Ruch pasażerski
| Rok  | Wymiana pasażerska na dobę |
| ---- | -------------------------- |
| 2017 | 500-699                    |
| 2022 | 500-699                    |

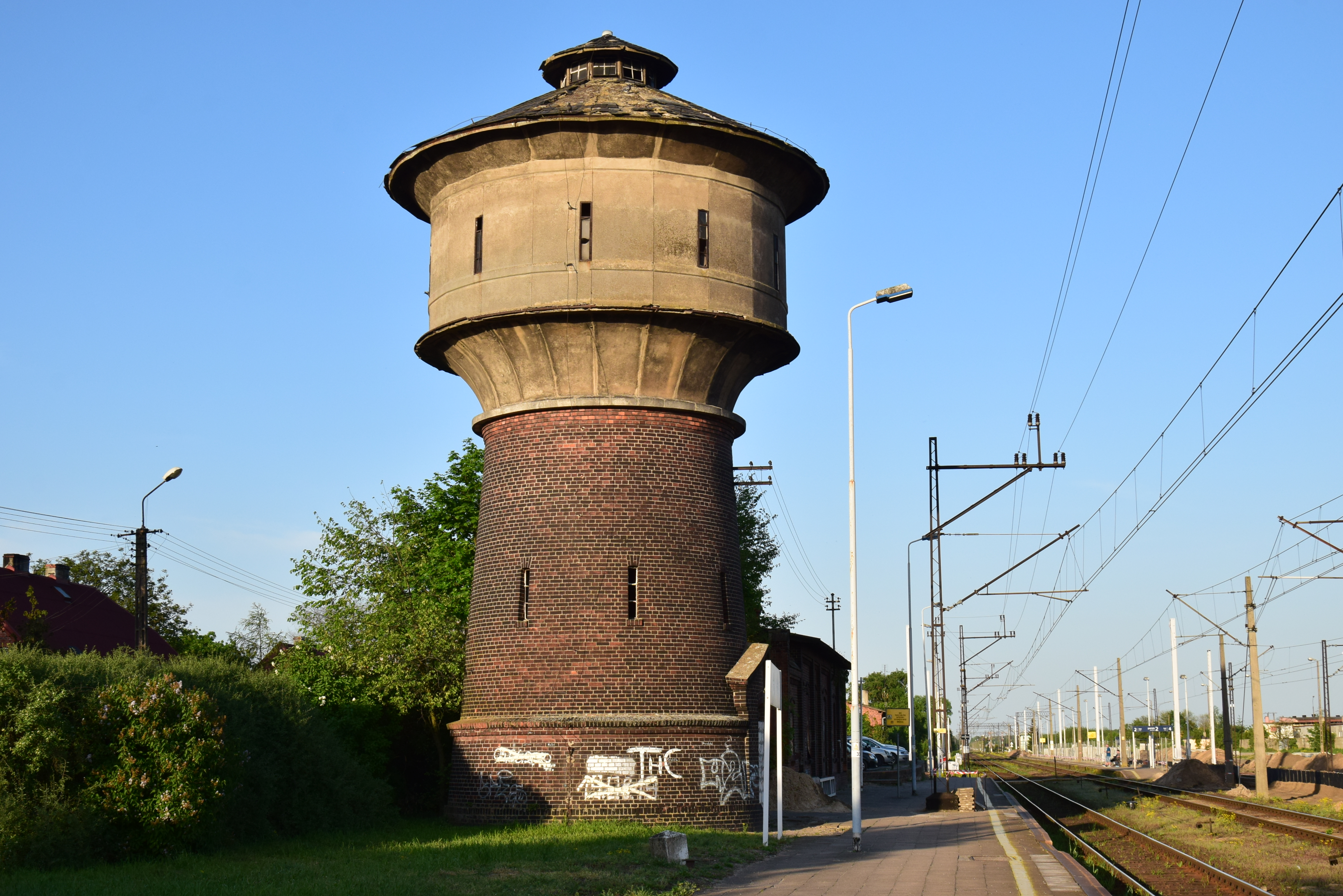
Wieża wodna przy peronie 1 (maj 2024).

Istnieją dwa perony: I – przyjazdy oraz odjazdy w kierunku Piły, II – przyjazdy oraz odjazdy w kierunku Bydgoszczy.
Przy stacji znajduje się wieża ciśnień, która jest obecnie nieużywana.
W stacji funkcjonują semafory kształtowe.

## Modernizacja peronów
W dniu 29.07.2022 r. spółka PKP PLK ogłosiła przetarg na modernizację peronów na stacji Wyrzysk Osiek i stacji Białośliwie. Planowany termin realizacji zamówienia ustalono na 31.12.2024 r. W dniu 30.08.2022 r. spółka PKP PLK podała informację z otwarcia ofert. Do zadania, dotyczącego modernizacji peronów na stacji Wyrzysk Osiek zgłosiło się dziewięć podmiotów. Informację o wyborze najkorzystniejszej oferty podano w dniu 21.09.2022 r. Wykonawcą zadania została firma PUH RAJBUD Sp. z o.o., która zaoferowała wykonanie prac za kwotę 9 550 064,40 zł brutto. Prace rozpoczęły się w marcu 2024 r. od rozbiórki toru bocznego nr 3/3a, gdzie budowany będzie peron 1 oraz modernizacji peronu 2 od strony toru nr 4.